# Dennis Acres
Dennis Acres é uma vila localizada no estado americano de Missouri, no Condado de Newton.

## Demografia
Segundo o censo americano de 2000, a sua população era de 68 habitantes.
Em 2006, foi estimada uma população de 74, um aumento de 6 (8.8%).

## Geografia
De acordo com o United States Census Bureau tem uma área de
0,1 km², dos quais 0,1 km² cobertos por terra e 0,0 km² cobertos por água.

## Localidades na vizinhança
O diagrama seguinte representa as localidades num raio de 4 km ao redor de Dennis Acres.